# Saint Lucia ved OL
Saint Lucia deltog første gang i olympiske lege under sommer-OL 1996 i Atlanta og har deltaget i samtlige efterfølgende sommerlege, men aldrig i vinterlegene.
Ved sommer-OL 2024 vandt Julien Alfred nationens første olympiske medalje, da hun vandt guld i kvindernes 100-meterløb.

## Medaljeoversigt
| Saint Lucias medaljer under de olympiske sommerlege | Saint Lucias medaljer under de olympiske sommerlege | Saint Lucias medaljer under de olympiske sommerlege | Saint Lucias medaljer under de olympiske sommerlege | Saint Lucias medaljer under de olympiske sommerlege | Saint Lucias medaljer under de olympiske sommerlege |
| --------------------------------------------------- | --------------------------------------------------- | --------------------------------------------------- | --------------------------------------------------- | --------------------------------------------------- | --------------------------------------------------- |
| Lege                                                | Guld                                                | Sølv                                                | Bronze                                              | Totalt                                              | Rang                                                |
| 1996 Atlanta                                        | 0                                                   | 0                                                   | 0                                                   | 0                                                   | –                                                   |
| 2000 Sydney                                         | 0                                                   | 0                                                   | 0                                                   | 0                                                   | –                                                   |
| 2004 Athen                                          | 0                                                   | 0                                                   | 0                                                   | 0                                                   | –                                                   |
| 2008 Beijing                                        | 0                                                   | 0                                                   | 0                                                   | 0                                                   | –                                                   |
| 2012 London                                         | 0                                                   | 0                                                   | 0                                                   | 0                                                   | –                                                   |
| 2016 Rio de Janeiro                                 | 0                                                   | 0                                                   | 0                                                   | 0                                                   | –                                                   |
| 2020 Tokyo                                          | 0                                                   | 0                                                   | 0                                                   | 0                                                   | -                                                   |
| 2024 Paris                                          | 1                                                   | 0                                                   | 0                                                   | 1                                                   |                                                     |